# Nicolae Hendea
Nicolae Hendea a fost un om de afaceri, politician și filantrop din perioada interbelică.

## Viața și activitatea
Nicolae Hendea s-a născut într-o famile de greco-catolici din Sălăjeni, Sălaj. La alegerile din 5 februarie 1930 Nicolae Hendea a fost ales consilier județean al Partidului Național-Țărănesc. În timpul dictaturii lui Carol al II-lea al României a deținut pozitii administrative importante. Pe 15 ianuarie 1938 Nicolae Hendea a fost numit membru al Comisiei județene Sălaj.
La construcția bisericii greco-catolice din Câmpia principalul donator a fost credinciosul Nicolae Hendea. Numele său se găsește în actul de consacrare închis și sigilat în altarul bisericii. În Câmpia a existat o biserică de lemn în 1744. În 1924, aceasta a fost demolată, iar lemnul folosit la construcția noului locaș de cult. Biserica a fost construită între anii 1925-1927, fiind zidită din piatră și cărămidă, iar acoperișul din tablă. Pe 3 noiembrie 1935, Valeriu Traian Frențiu, episcopul greco-catolic de Oradea, a sfintit biserica din Câmpia, Sălaj (până în 1998 a fost filia parohiei Sălăjeni). Nicolae Hendea a donat pentru construcția bisericii 250.000 lei, reprezentând un sfert din prețul construcției.
În 1940, Emil Lobonțiu menționează că "Morile familiei Henedea" utilizează lignitul ca sursă de energie.
A avut investiții și la Șimleu Silvaniei, unde Clubul Elevilor este revendicat de urmașii săi.

## Distincții
- Pe 3 noiembrie 1935 Nicolae Hendea a fost decorat cu Decorația Eparhiei unite de Oradea Mare de episcopul greco-catolic Valeriu Traian Frențiu pentru acțiunile sale filantropice.[1]